# Abu Azrael
Ayyub al-Faleh Rubaie, conhecido por seu nome de guerra Abu Azrael (em árabe: ابو عزرائيل, literalmente "Pai de Azrael"), também conhecido como o "Anjo da morte", é um comandante da Kata'ib al-Imam Ali, um grupo xiita da milícia iraquiana pertencente às Forças de Mobilização Popular que está lutando contra o EIIL (Estado Islâmico do Iraque e do Levante) no Iraque. Azrael tornou-se um ícone público ao combater o EIIL no Iraque, e conta com um grande número de seguidores nas redes sociais.
Seu lema e slogan é "ILLA TAHIN" (إلا طحين), que significa "apenas farinha" ou "esfarelar", e refere-se ao fato de ele dizer que pulveriza e continuará pulverizando militantes do EIIL até que nada reste deles, apenas o pó.
Ele é um ex-membro da milícia do Exército Mahdi, criado pelo clérigo xiita Muqtada al-Sadr.

## Vida pessoal
Abu Azrael é descrito em diversas fontes como um cidadão de 40 anos de idade, ex-professor universitário e um campeão de Taekwondo, embora outras fontes contestem e sugiram que esta história de fundo possa ter sido fabricada.

Relatórios de março 2015 alegaram que Azrael é pai de cinco filhos, e vive uma "vida normal", quando está fora do campo de batalha.

## Imagem pública
Abu Azrael tornou-se um ícone público de resistência contra o Estado islâmico, embora ele tenha lutado contra outros grupos militantes. Ele tem atraído a atenção no Oriente Médio, mas no outono de 2015, também fez aparições de primeira página em sites de notícias internacionais na Inglaterra, França e Estados Unidos.
Ele tornou-se uma figura pública popular, alguns acreditam, pois seus métodos e aparência coincidem com a brutalidade associado ao Estado Islâmico (EIIL). Por exemplo, ele tem sido mostrado manejando machados e espadas, além de espingardas militares modernas. Além disso, alguns dizem que ele é um cidadão privado, sua cabeça calva, e sua barba preta grossa dão-lhe uma, aparência agressiva e "arrojada".